# قلوب على الأسلاك
قلوب على الأسلاك هي روايةٌ للكاتب والروائي عبد السلام العجيلي. حُرّرت طبعتها الأولى عن طريق دار الأهلي للنشر والتوزيع والطباعة في عام 1974 ثم في المرة الثانية عام 1990، وتعتبر هذه الرواية بحسبِ بعض النقاد أفضل ما كتبه عبد السلام العجيلي كما تم تصنيفها من ضمن أفضل مائة رواية عربية.

## الكاتب
عبد السلام العجيلي هو كاتب وأديب سوري ولد في عام 1918 في مدينة الرقّة السورية، وقد تخرج من جامعة دمشق كطبيب في عام 1945 وعمل في مجال الطب والسياسة بالإضافة إلى أعماله في الأدب.

## القصّة
تتحدث القصة بشكل عام حول الحب وأنواعه. تتمحور القصة حول شاب يتحدث عن علاقاته العاطفية الأربعة. ففي علاقته الأولى مع هدى، تعلَّم معنى الحب على طريقتها. وفي العلاقة الثانية مع ماجدة، كان البطل ما يزال عالقًا في حب الفتاة الأولى فأهدته قلبها ولكنه فر منها. وفي العلاقة الثالثة مع نهاد، وقع في حبها ولكنها كانت أقوى منه واختارت عمه الثري. أما في علاقته الرابعة مع صفية، فقد أحبها ولكنه لم يقل لها. إن الرواية لا تدور حول قصص الحب فقط، بل وعن الكثير من الحوادث التي حدثت على مر السنين في تلك البلاد. فهي تجمع بين قصص الحب وقصص السياسة. فبهذه القصة يتمكن القارئ من رؤية دمشق بحذافيرها من خلال عيني شاب يتغلغل في تفاصيلها. إن الأسلوب الروائي لعبد السلام يسمح للقارئ أن يستمتع بالرواية وأن يفهمها رغم استخدامه للمفردات المعقدة. من خلال أسلوبه المختلف، تمكن أن يسمح لكل شخصية بأن تظهر بشكلها الكامل فساعد هذا برسم اللوحة الكاملة والمتناغمة.